# Cathédrale Saint-Nicolas de Vienne
Cette  cathédrale n’est pas la seule cathédrale Saint-Nicolas.
La cathédrale Saint-Nicolas est une cathédrale russe orthodoxe du diocèse russe orthodoxe de Vienne en Autriche, sous la juridiction de l'Église orthodoxe de Russie. Elle est située dans le IIIe arrondissement de Vienne.

## Histoire
Elle a été construite entre 1893 et 1899 en tant qu'église dépendant de l'ambassade impériale russe à Vienne. L'empereur Alexandre III en fut l'un des principaux donateurs. Elle a été construite par un architecte italien, Luigi Giacomelli, selon les plans de l'architecte russe Grigory Kotov. Elle comporte une église supérieure, consacrée à saint Nicolas, et une église inférieure, consacrée à saint Alexandre Nevsky.
Elle est devenue cathédrale en 1962.
Elle a été restaurée de 2003 à 2008. L'ambassade de Russie se situe juste à proximité.